# È̦
Cette page contient des caractères spéciaux ou non latins. S’ils s’affichent mal (▯, ?, etc.), consultez la page d’aide Unicode.
È̦ (minuscule : è̦), appelé E accent grave virgule souscrite, est un graphème utilisé en letton par certains auteurs lorsque l’intonation syllabique est indiquée. Il s’agit de la lettre E diacritée d’un accent grave et d’une virgule souscrite.

## Utilisation
En letton, ‹ è̦ › est utilisé par certains auteurs quand l’intonation syllabique est indiquée, par exemple dans la transcription de è̦lks dans le dictionnaire Mīlenbahs-Endzelīns numérique. Le e accent grave cédille ‹ ȩ̀ › est aussi parfois utilisé à sa place.

## Représentations informatiques
Le E accent grave virgule souscrite peut être représenté avec les caractères Unicode suivants :
- composé et normalisé NFC (latin étendu - 1, diacritiques) :

| formes    | représentations | chaînes de caractères | points de code | descriptions                                                         |
| --------- | --------------- | --------------------- | -------------- | -------------------------------------------------------------------- |
| capitale  | È̦               | È◌̦                    | U+00C8 U+0326  | lettre majuscule latine e accent grave diacritique virgule souscrite |
| minuscule | è̦               | è◌̦                    | U+00E8 U+0326  | lettre minuscule latine e accent grave diacritique virgule souscrite |

- décomposé et normalisé NFD (latin de base, diacritiques) :

| formes    | représentations | chaînes de caractères | points de code       | descriptions                                                                     |
| --------- | --------------- | --------------------- | -------------------- | -------------------------------------------------------------------------------- |
| capitale  | È̦               | E◌̦◌̀                   | U+0045 U+0326 U+0300 | lettre majuscule latine e diacritique virgule souscrite diacritique accent grave |
| minuscule | è̦               | e◌̦◌̀                   | U+0065 U+0326 U+0300 | lettre minuscule latine e diacritique virgule souscrite diacritique accent grave |